# Anne-Christine de Palatinat-Soulzbach
Anne-Christine de Palatinat-Soulzbach, Princesse de Piémont (Anne Christine Louise; 5 février 1704 – 12 mars 1723), également appelé Christine du Palatinat, est une princesse de Cercle de Bavière du Saint-Empire romain germanique et de la première épouse de Charles-Emmanuel III, l'héritier du trône du royaume de Sardaigne. Elle est décédée des suites de l'accouchement de son fils Victor-Amédée, à l'âge de 19 ans.

## Biographie
Anne Christine Louise est née comtesse palatine de Sulzbach-Rosenberg. Elle est la fille de Théodore-Eustache de Palatinat-Soulzbach (1659-1732), à la tête d'une branche cadette des Wittelsbach, et de Marie-Éléonore de Hesse-Rheinfels (1675-1720), fille de Guillaume de Hesse-Rheinfels-Rotenbourg. Ses parents se sont mariés en 1692 et Anne Christine est leur huitième enfant.
Le frère aîné de Christine, Jean-Christian de Palatinat-Soulzbach (1700-1733) succède à son père le Prince Palatin, et comme Margrave jure uxoris de Berg-op-Zoom: Son fils, Charles-Théodore, Électeur de Bavière, est le dernier de la branche aînée de la Maison de Wittelsbach. Sa sœur Françoise-Christine de Palatinat-Soulzbach devient princesse-abbesse de Thorn et, plus tard, de la plus importante Abbaye d'Essen. 
Le 15 mars 1722 à Verceil, elle épouse Charles-Emmanuel de Savoie, Prince de Piémont, et plus tard Roi de Sardaigne comme Charles-Emmanuel III. Il est le second fils de Victor-Amédée II, duc de Savoie, roi de Sardaigne et d'Anne-Marie d'Orléans et est l'héritier présomptif du trône savoyard depuis 1715, à la mort de Victor-Amédée, Prince de Piémont. L'année suivante, elle donne naissance à un fils qui est créé duc d'Aoste. Elle est décédée quelques jours plus tard, le 12 mars 1723 à l'âge de dix-neuf ans à Turin. Son seul enfant est mort en 1725, dans sa deuxième année, elle ne laisse pas de descendants directs. Elle est enterrée dans la Cathédrale Saint-Jean-Baptiste de Turin et est déplacée à la Basilique de Superga à Turin en 1786.

## Descendance
- Le Prince Victor-Amédée de Théodore de Savoie (7 mars 1723 – 11 août 1725), mourut en bas âge; enterré à Superga.